# Гвоздев, Виктор Александрович
Виктор Александрович Гвоздев (род. 18 января 1931, Смоленск, Смоленский округ, Западная область, РСФСР, СССР) — советский государственный и партийный деятель. Кандидат экономических наук (1981), специалист в области экономики сельского хозяйства.

## Биография
Член КПСС с 1956.

### Образование
В 1954 окончил Белорусскую сельскохозяйственную академию.

### Трудовая деятельность
С 1954 главный инженер Стойковской МТС Богушевского района, директор Зарубской МТС Дубровенского района, главный инженер Дубровенской РТС. С 1959 — 2-й секретарь Дубровенского, с 1961 — 1-й секретарь Езерищенского райкомов КПБ. С 1962 — парторг Витебского обкома КПБ в Городокском территориально-исполнительном колхозно-совхозном управлении, с 1963 — заместитель заведующего сельскохозяйственным отделом Бюро ЦК КПБ по сельскому хозяйству, в 1966-69 — начальник Главного управления по осушению земель и строительству совхозов на Полесье при Министерстве мелиорации и водного хозяйства СССР.
С октября 1969 года — 1-й секретарь Гомельского областного комитета КП Беларуси. С 1978 — заместитель, с октября 1979 — 1-й заместитель Председателя СМ БССР, одновременно с 1978 — председатель Государственного планового комитета БССР.
Член ЦК КПБ с 1971 года, член Бюро ЦК КПБ с сентября 1978. Депутат Совета Союза Верховного Совета СССР 8-го (1970—1974, от Гомельской области), 9-го (1974—1979, от Гомельской области) и 10-го (1979—1984, от Витебской области) созывов, депутат Верховного Совета БССР (1967-71, с 1980).
В 1982 году переведен на работу в Москву на должность заместителя Председателя Госплана СССР.

## Научная деятельность
Научные интересы и тематика публикаций: организационно-экономические аспекты кооперации; планирование в сельскохозяйственном производстве; организация производства кормов, говядины и др.

### Избранные труды
- Проблемы развития межхозяйственной кооперации и повышения ее экономической эффективности : (по материалам Белорусской ССР) : Автореф. дис. … канд. экон. наук. — М., 1981.